# Melitaea baccata
Melitaea baccata är en fjärilsart som beskrevs av Delahaye 1909. Melitaea baccata ingår i släktet Melitaea och familjen praktfjärilar. Inga underarter finns listade i Catalogue of Life.